# Tanaostigmodes dominicensis
Tanaostigmodes dominicensis är en stekelart som beskrevs av Lasalle 1987. Tanaostigmodes dominicensis ingår i släktet Tanaostigmodes och familjen Tanaostigmatidae.
Artens utbredningsområde är Dominica. Inga underarter finns listade i Catalogue of Life.